# Jesus is Alive
Jesus Is Alive fue el primer álbum en directo de Ron Kenoly grabado en San José, California. En la iglesia Jubilee Christian Center, con 2400 asistentes. Es el proyecto en vivo de la disquera estadounidense de Integrity/Hosanna! Music/Sparrow Records. Fue lanzado a comienzos de 1991 .Es el proyecto en vivo nro. 36, de la disquera. El título del proyecto viene de la canción «Jesus Is Alive», compuesta por Ron Kenoly, que en español  significa «Jesús está vivo». Este tema fue traducido e interpretado en español por el cantante cristiano Luigi Castro (entonces director de alabanza del grupo Oasis de Esperanza, que incluye este título en su álbum Fresca Unción). 
De este álbum se pueden destacar, de género alabanza: «Jesus Is Alive» y «Making War in the Heavenlies»; de género adoración: «Be Glorified». Muchas de las canciones que el álbum contiene fueron traducidas al español, como «Thine Is The Kingdom» y «Rock Of Ages» (traducidas e interpretadas por Marcos Witt,[cita requerida] bajo el nombre «Tuyo es el Reino» y «Roca eterna», que se incluyen en el álbum Te exaltamos), «Be Glorified» (traducida e interpretada por Juan Carlos Alvarado, bajo el nombre «Glorifícate», que es el que da título al álbum del mismo; más tarde, Ron Kenoly incluiría esta canción en su primer álbum de canciones en español Solo para Ti) y «Making War in the Heavenlies» interpretada por Marco Barrientos e incluida en el álbum Poderoso Dios.

## Lista de canciones
1. «Let There Be Joy»-Billy Funk- 3:39
2. «Hallowed Be Thy Name»-Babbie Mason, Robert Lawson- 2:33
3. «Thine Is the Kingdom»-Gerrit Gustafson- 2:43
4. «Rock Of Ages» -Marty Nystrom- 2:39
5. «Making War In The Heavenlies»-Geaorge Searcy- 3:26
6. «We Are Possessing»-Clint Brown- 3:30
7. «Jesus Is Alive»-Ron Kenoly- 2:43
8. «Lord, You're The One»-Troy Shaw-3:59
9. «Keeper Of My Heart»-Ron Kenoly, Kelly Husted- 2:23
10. «You Are The Holy One»-Gary Oliver- 3:09
11. «Holy Lord»-Joey Holder- 4:13
12. «Be Glorified»-Billy Funk- 4:05
13. «Redeemed»-Charles Murray-3:11

Duración Total: 42:21